# Margaret E. Knight
Margaret Eloise Knight (geboren 14. Februar 1838 in York, Maine; gestorben 12. Oktober 1914) war eine US-amerikanische Erfinderin, die 1870 eine Maschine zur Herstellung von Papiertüten mit Boden entwickelte.

## Leben
Ihre Eltern waren James Knight und Hannah Teal. Ab dem Alter von acht Jahren arbeitete sie in einer Baumwollspinnerei. Bereits im Alter von 12 Jahren, nach einem Unfall in der Spinnerei, erfand sie einen Notstop für die Maschinen.
1868, als sie in Springfield lebte und für die Columbia Paper Bag Company in Massachusetts arbeitete, erkannte sie, dass die wie Briefumschläge geformten Papiertüten unpraktisch waren, und begann mit der Entwicklung einer Maschine, die Papiertüten mit flachem Boden formt und klebt. Sie verbrachte ein Jahr damit, ein Holzmodell zu entwerfen. In der Firma, die dann ein metallenes Modell baute, stahl Charles Annan den Entwurf und wollte ihn selbst patentieren. Nach einem erfolgreichen Patentstreit erhielt sie 1871 das Patent und gründete mit einem Geschäftsmann aus  Massachusetts die Eastern Paper Bag Co.

## Patente (Auswahl)

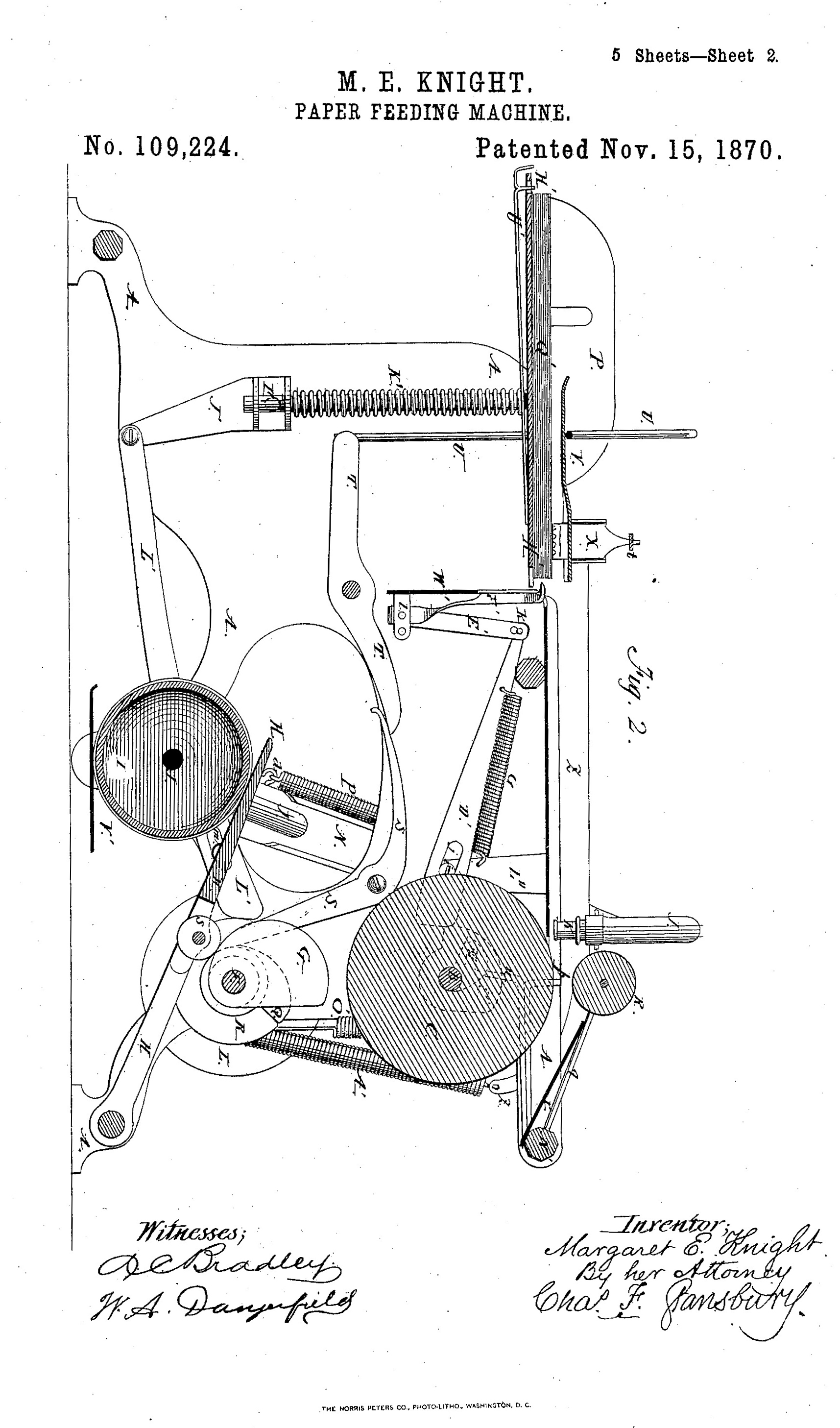
Papierverarbeitung, 1870
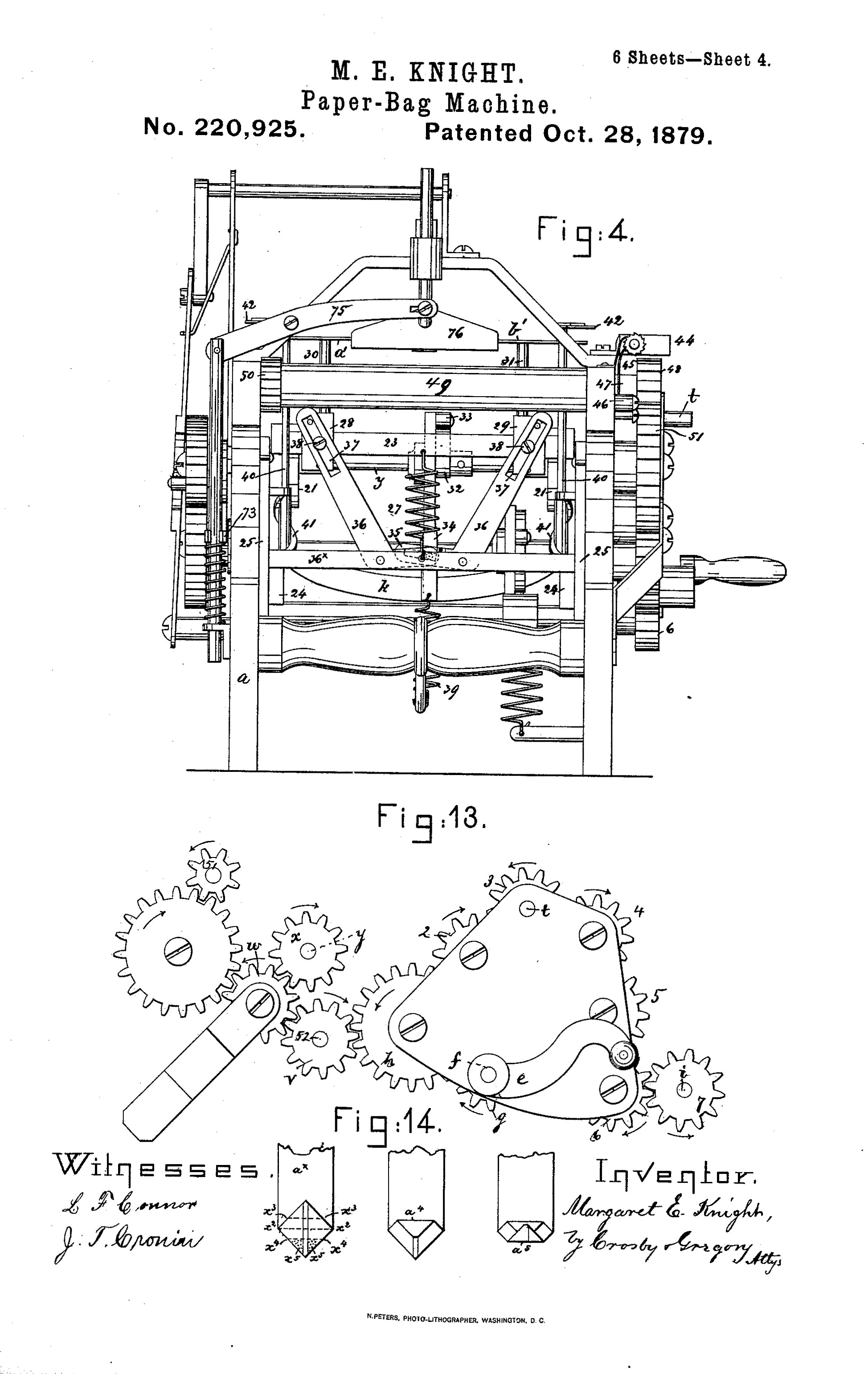
Papiertütenmaschine, 1879
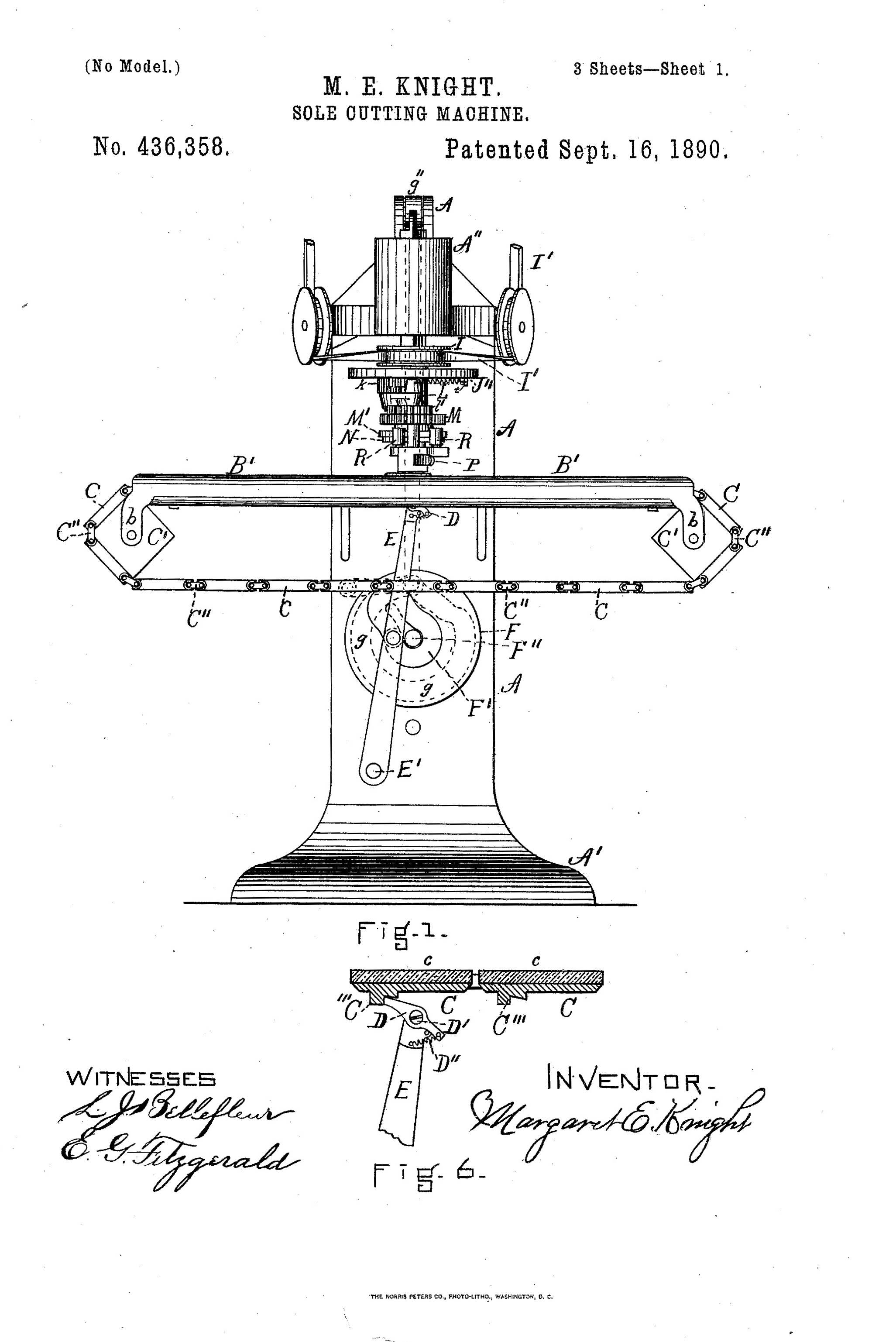
Schuhfabrikation, 1890
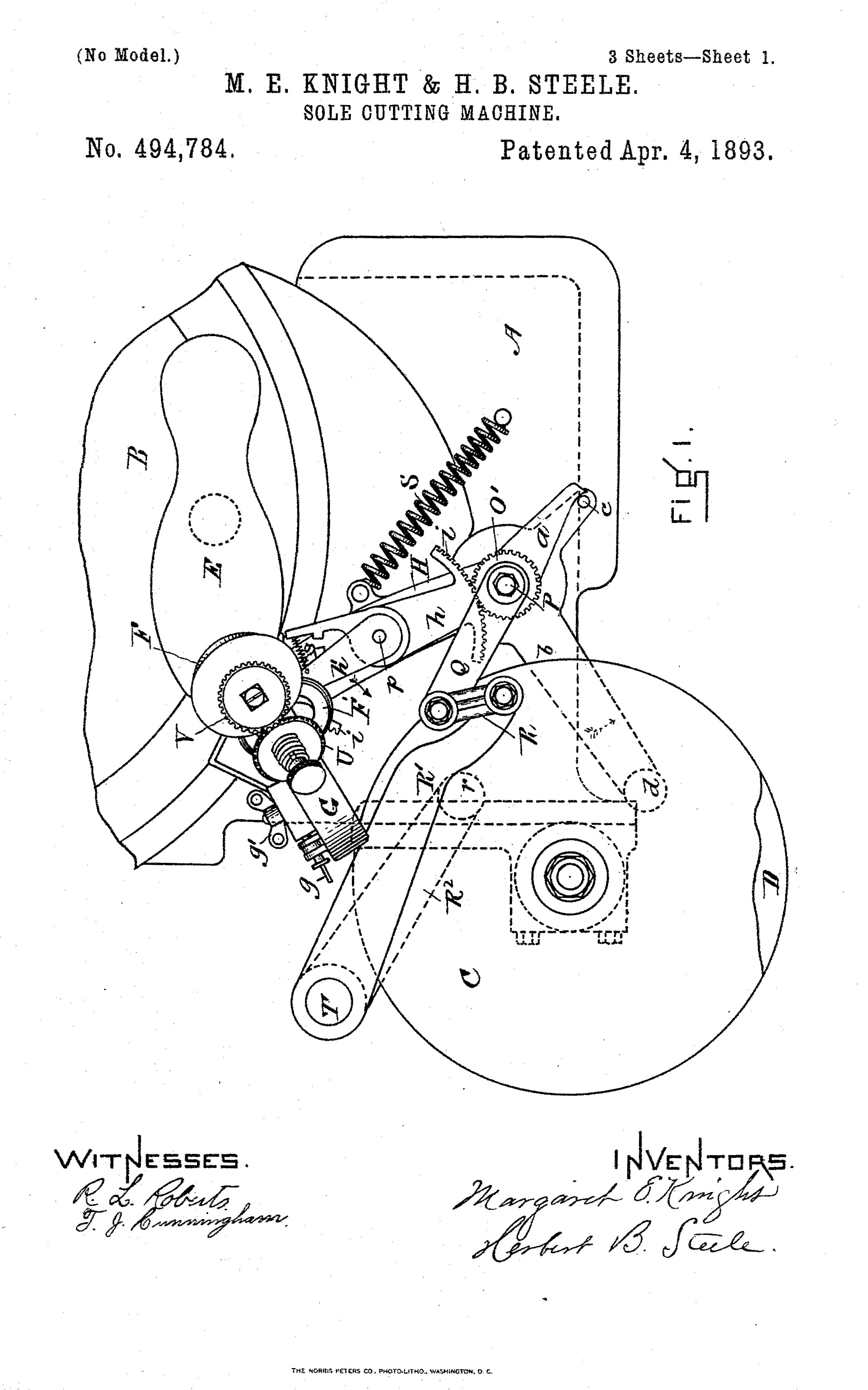
Schuhfabrikation, 1893
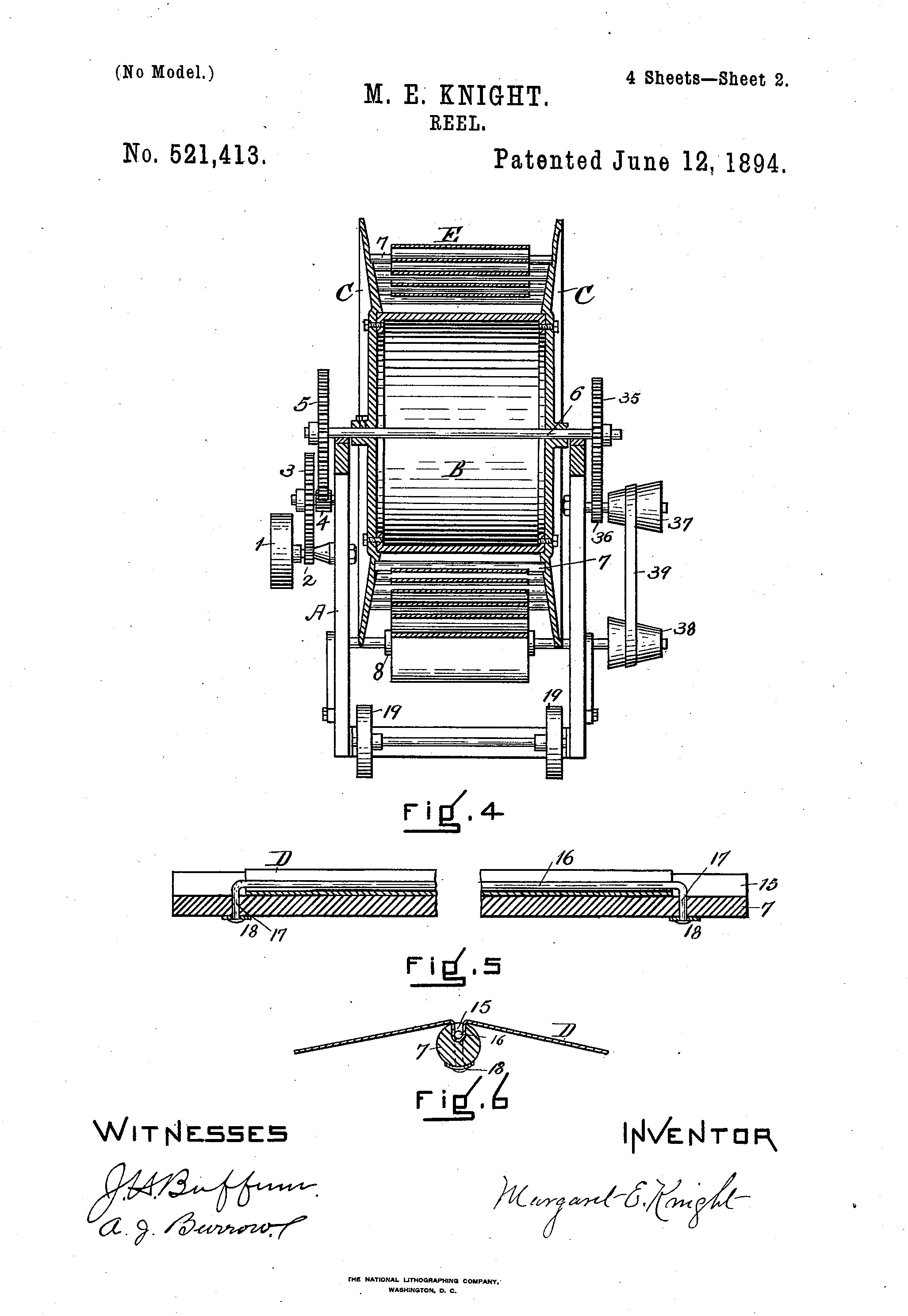
Spule, 1894
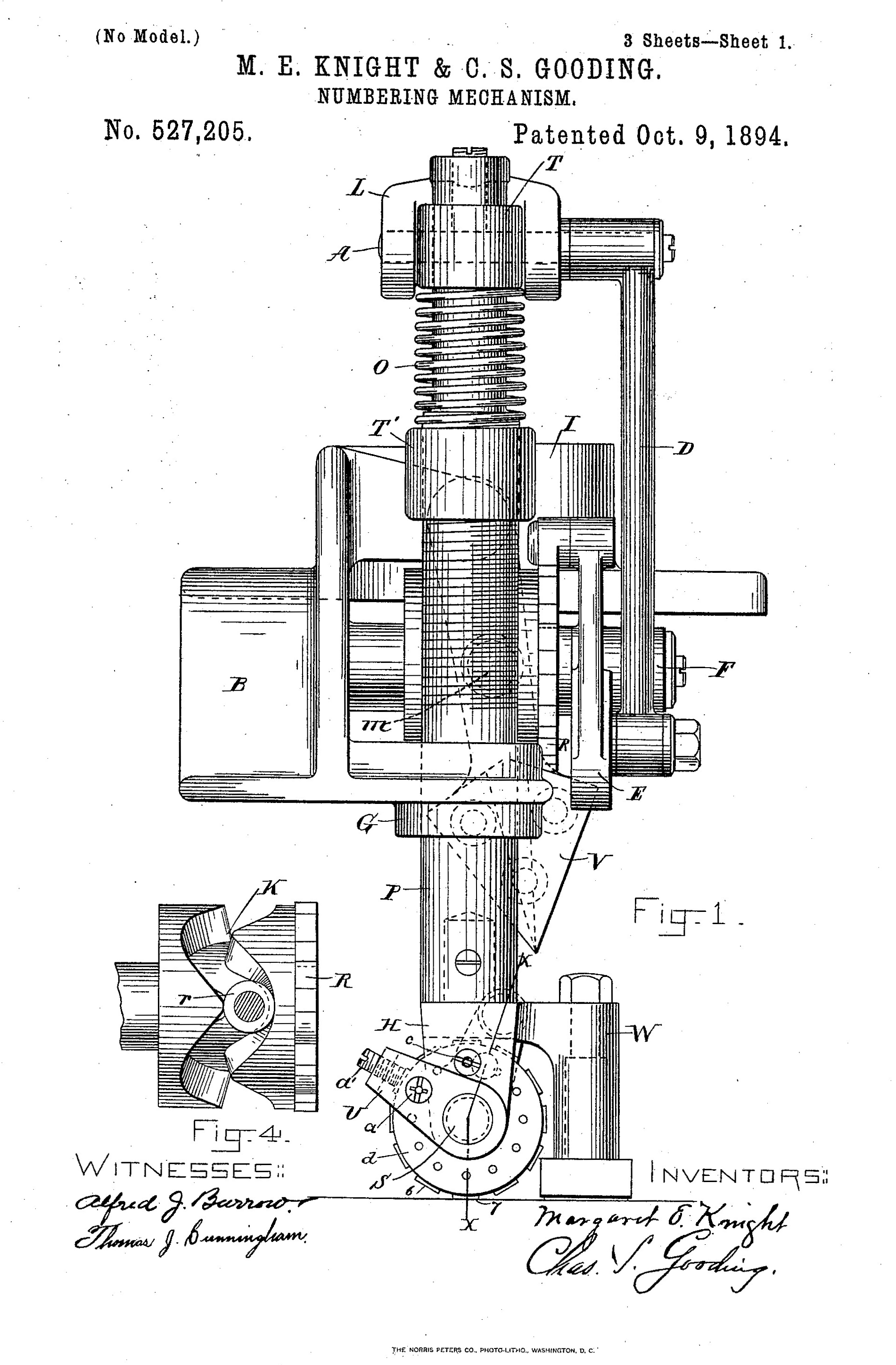
Zählmechanismus, 1894
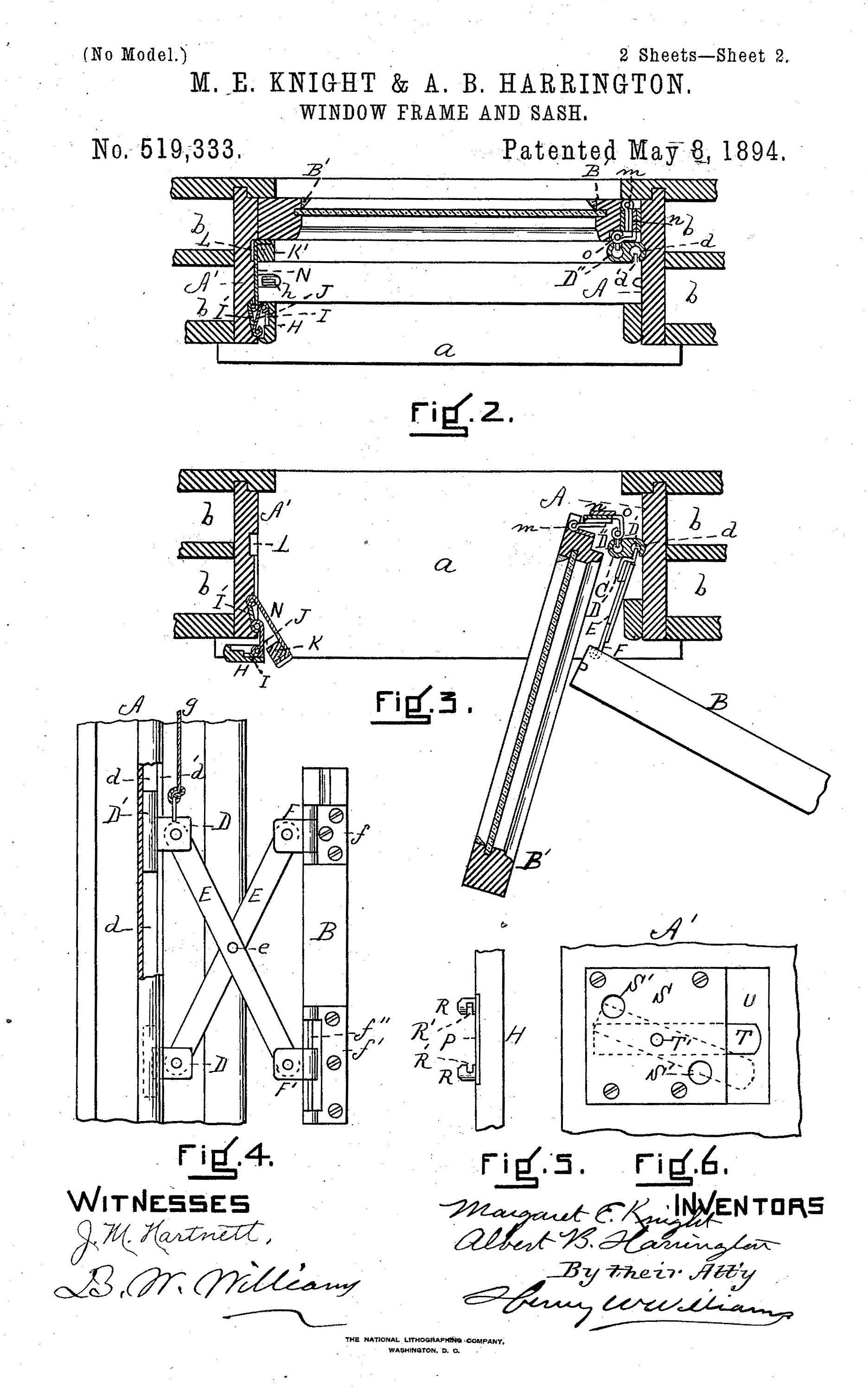
Fensterriegel, 1894
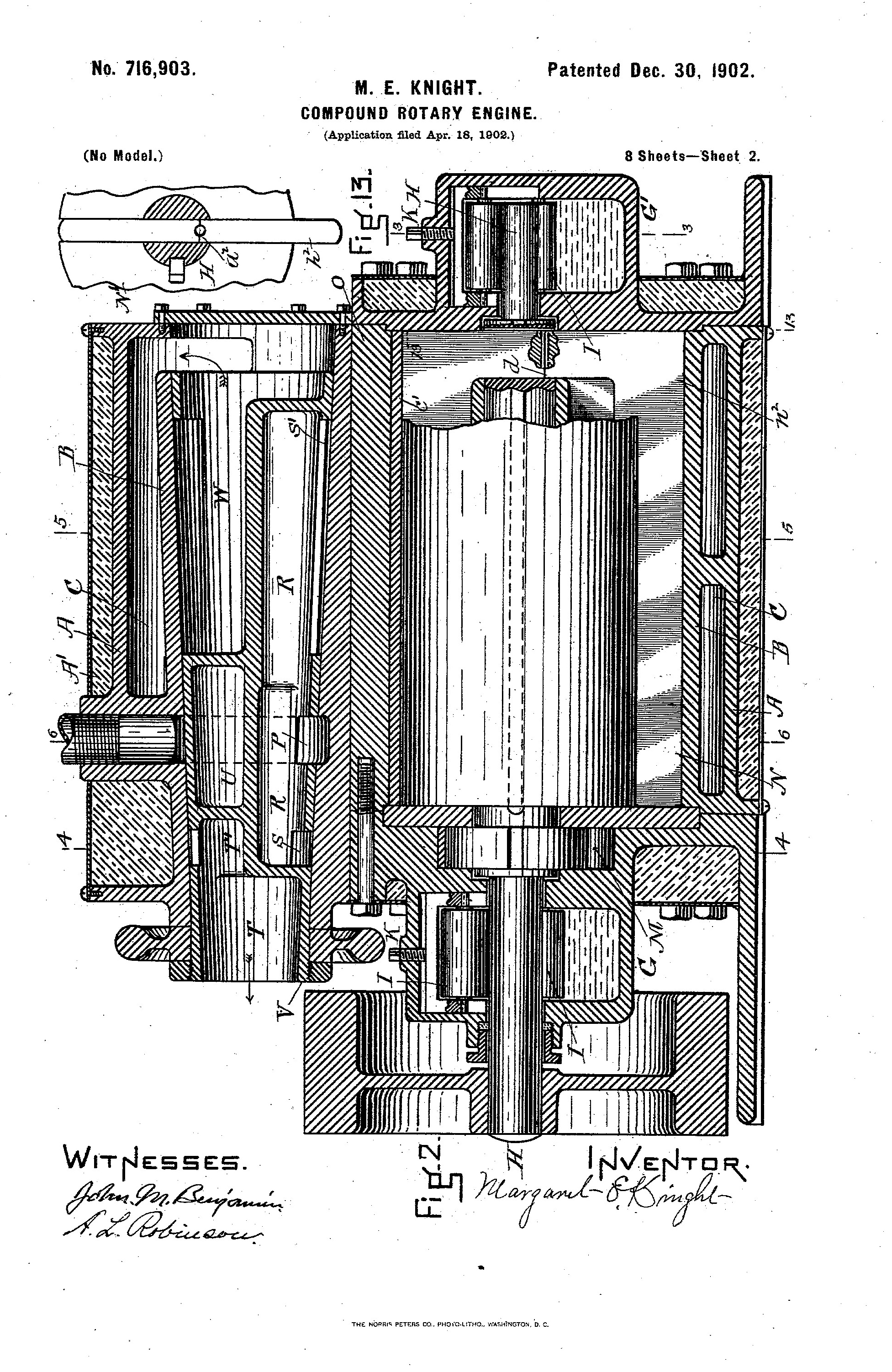
Umlaufmotor, 1902
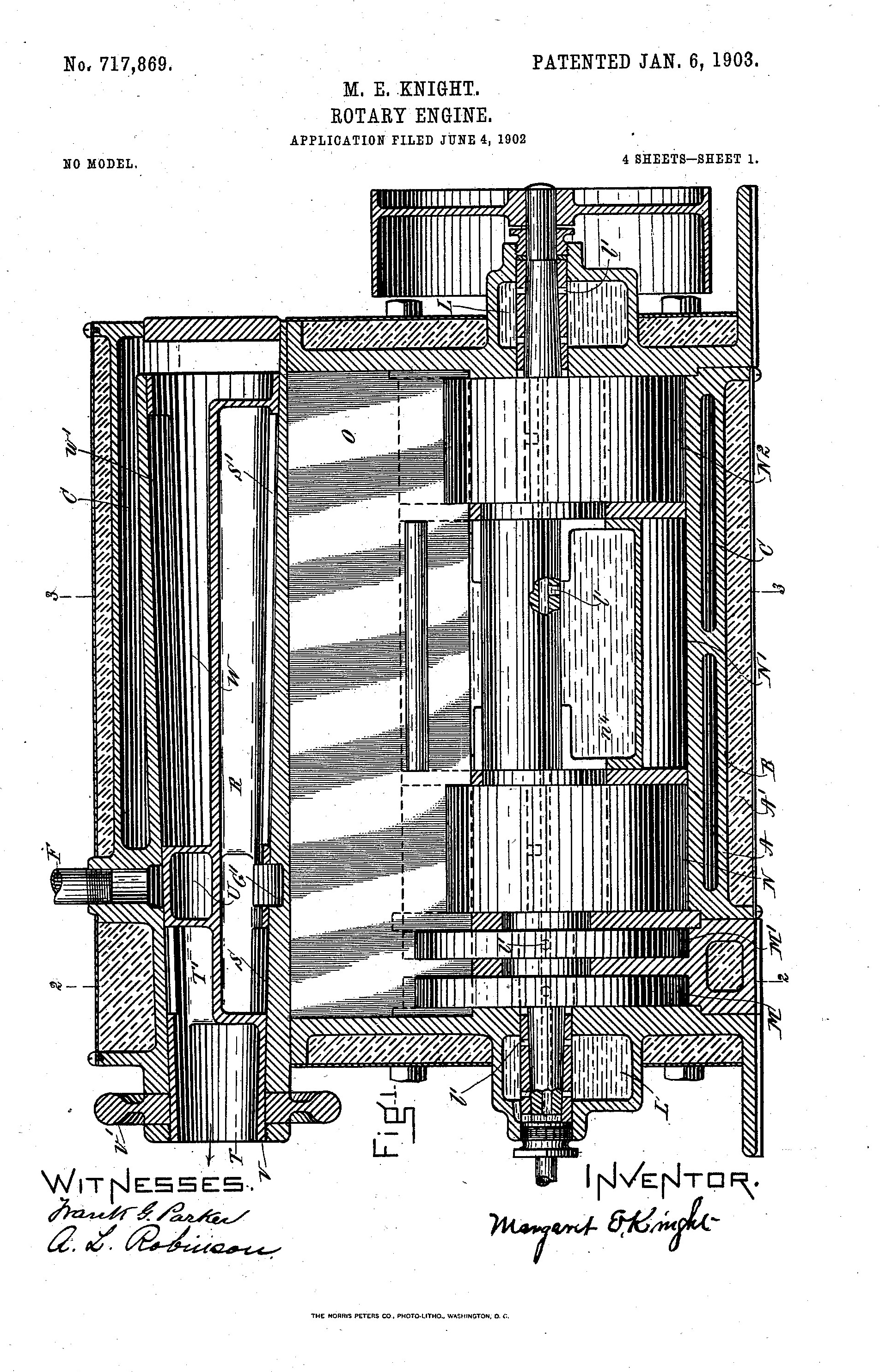
Umlaufmotor, 1902
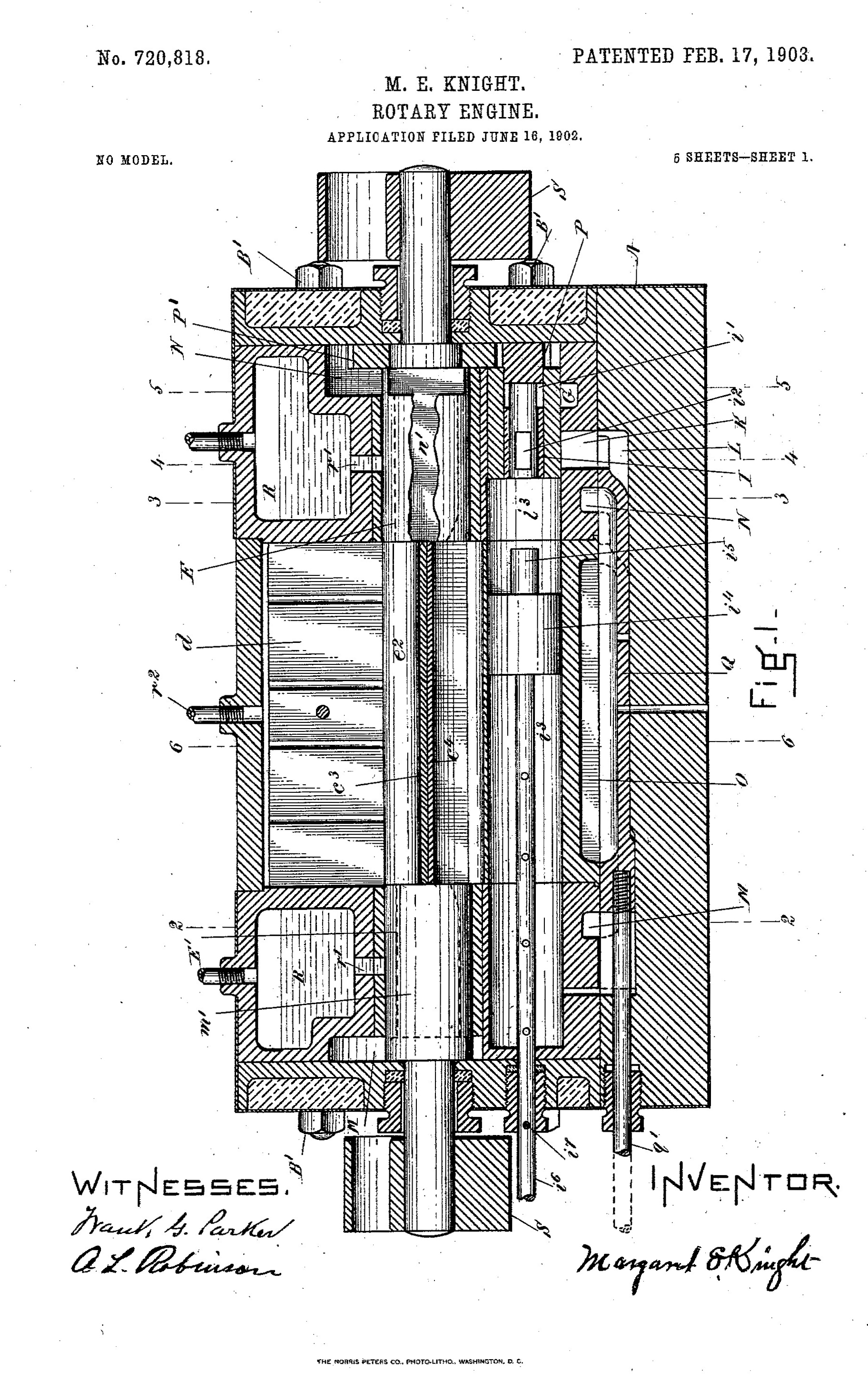
Umlaufmotor, 1902
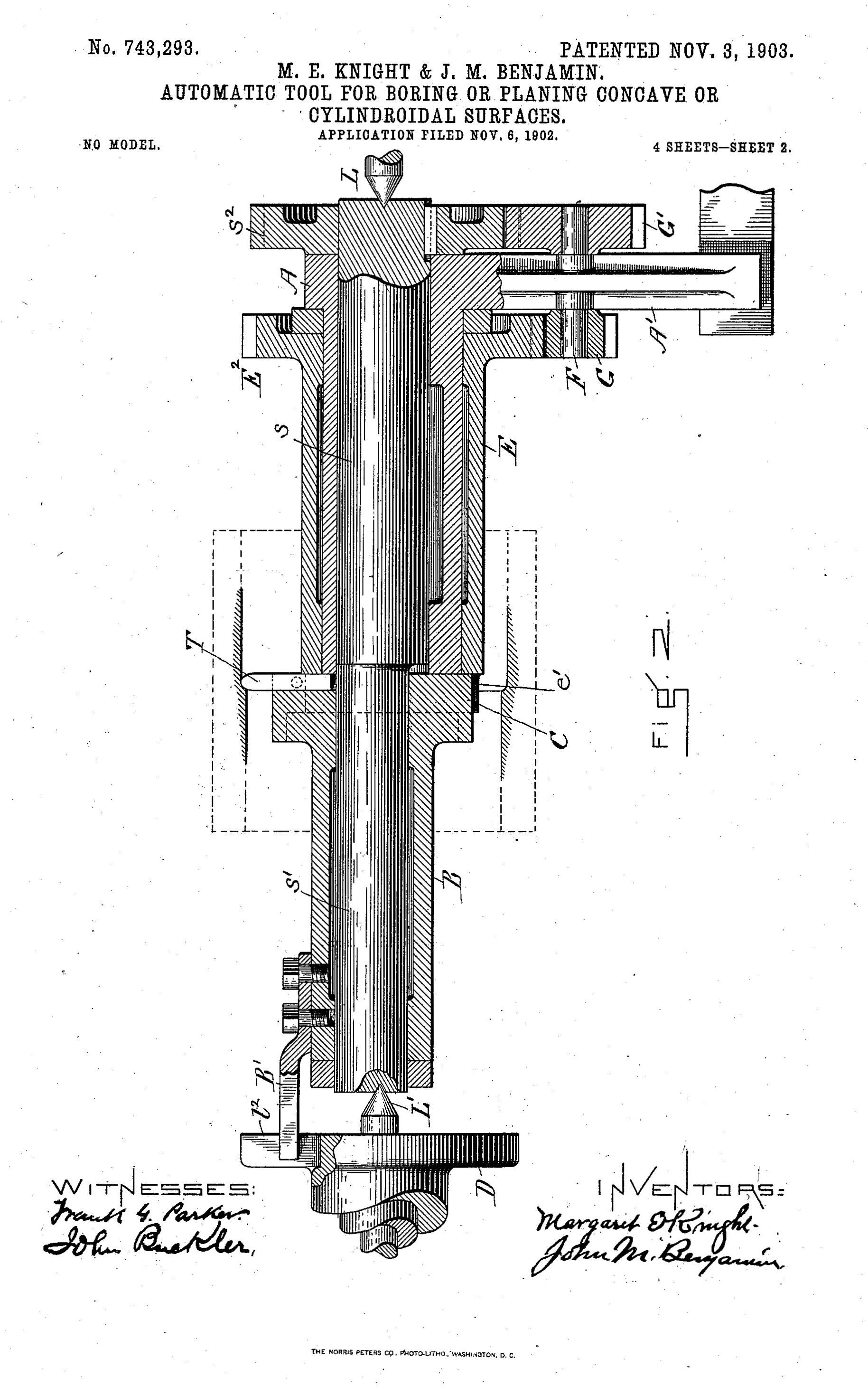
Bohren und Glätten, 1903
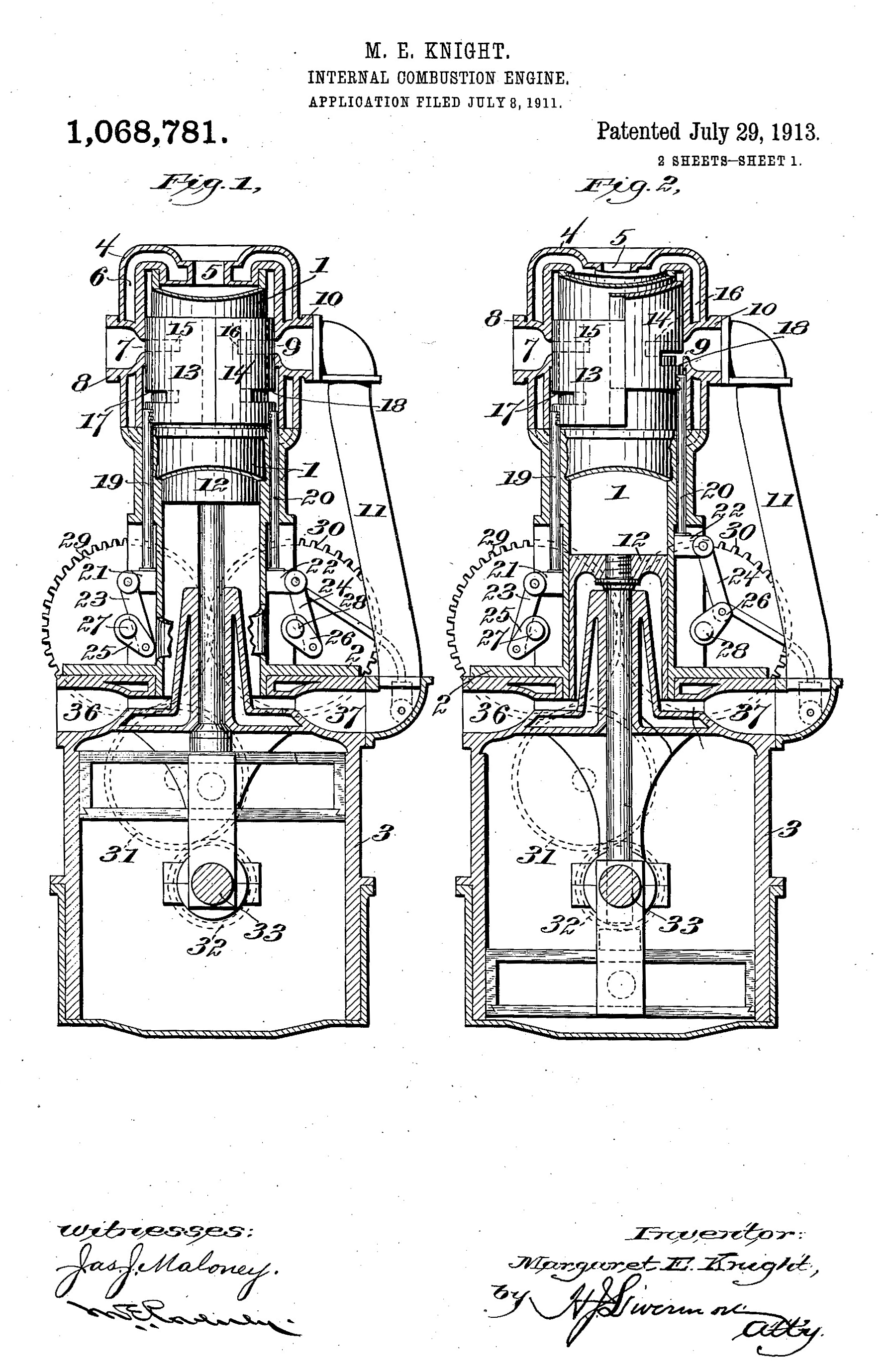
Verbrennungsmotor, 1913